# ATEC
 (février 2017).
Si vous disposez d'ouvrages ou d'articles de référence ou si vous connaissez des sites web de qualité traitant du thème abordé ici, merci de compléter l'article en donnant les références utiles à sa vérifiabilité et en les liant à la section « Notes et références ».
ATEC v.o.s. est une société aéronautique tchèque fondée en 1992 et basée à Libice nad Cidlinou. L'entreprise se spécialise dans la conception et la fabrication d'avion ultra-léger sous forme de kits ou de prêt-à-voler.

## Avion
| Nom du modèle        | Premier vol | Nombre construit | Type                         |
| -------------------- | ----------- | ---------------- | ---------------------------- |
| ATEC 122 Zephyr 2000 | 1996        | plus de 200      | ulm biplace à ailes basses   |
| ATEC 212 Solo        |             |                  | ulm monoplace à ailes basses |
| ATEC 321 Faeta       | 2003        |                  | ulm biplace à ailes basses   |
| ATEC 321 Faeta NG    | 2016        |                  | ulm biplace à ailes basses   |